# スイーツ（笑）

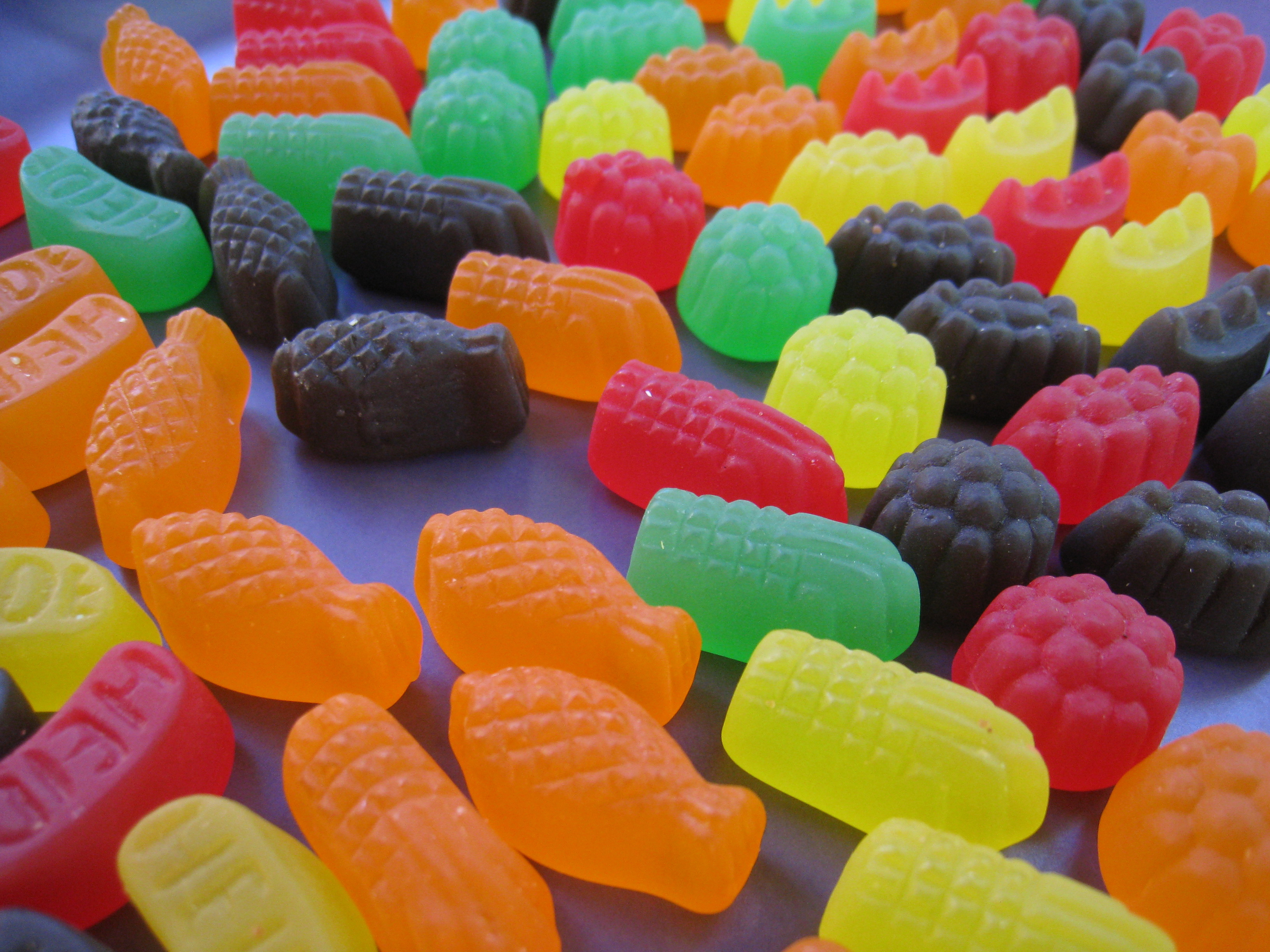
菓子やデザートは、女性向けメディアではしばしば「スイーツ」と言い換えられる

スイーツ（笑）（スイーツかっこわらい）とは、菓子やデザートなどの甘味を「スイーツ」と呼称する日本人を揶揄するために用いられる日本語のインターネットスラングである。主に女性への揶揄として用いられ、関連用語にスイーツ男子がある。スィーツ（笑）、あるいは単にスイーツと称する場合もある。また、そのような人物の思考形態を指してスイーツ脳と称することもある。

## 概要
このスラングが生まれた当時、日本のマスメディアの発する女性向けグルメ特集では、洋菓子・和菓子・果物などの甘味全般を英語の「スイーツ」という単語に言い換えることが盛んに行われており、和菓子を「和スイーツ」と言い換える造語なども登場した。このような商品に新たなイメージを付与するための言い換えやキャッチコピーによって消費を煽ることは、商売上の理由からしばしば行われるものだが、こうした雑誌やテレビ番組によって仕掛けられた言葉に踊らされ、そのような流行を追うことをお洒落なものとして享受しているような日本人女性たちが、決まって「デザート」を「スイーツ」と言い換えて呼んでいるような現象を男性側がからかい、皮肉の意味で「（笑）」をつけて呼んだことが、このスラングの由来であると言われている。
あくまで俗語の類であり厳密な定義はなく、このスラングを用いる者や受け取る者の解釈や文脈、その時の気分によって意味や微妙なニュアンスが異なる場合もある。報道媒体などで紹介される場合には、「ケーキやお菓子をあえてオシャレな感じを装って『スイーツ』と呼ぶ女性たち」といった意味で用いられ、軽いからかいや冷笑、冷やかし、蔑み、あるいは馬鹿にするような意味を込めたスラングであるとされる。
このスラングはネット流行語大賞2007において銀賞に選ばれ、その後2009年に発表されたアイシェアの調査でも高い認知度を証明するなど、ネットでは広く浸透した表現となった（詳細は#反響を参照）。このような反響の大きさの分析として、日本経済新聞のコラムニストの周は、かつてアニメやゲームに熱中する男性がマスメディアから「オタク」のレッテルを貼られて冷遇されてきた経緯と、若い女性たちが「メディアのお得意様」という特権的な地位にあることを比較した上で、このスラングを「そんな状況にいらだつ男性が放った辛らつなカウンターパンチ」であるという解釈を掲載している。
なお、スイーツという用語自体は当時から男女を問わず一般に使用されていた。実際、2005年の時点で「コンビニスイーツの売上げの7割は男性」「有名スイーツを集めたネット販売サイトの利用者の4割は男性」となっており、スイーツ男子、スイーツ男などと呼ばれていた。
この表現が流行した当時には「スイーツ」に限らず、「自分へのご褒美」や「ホットヨガ」といった、同様に女性が使いそうな単語やキャッチコピーに対して逐次的に「（笑）」をつけて揶揄の対象とするような用例も流行した。一方、こうした風潮に対して、サンケイ・エクスプレス誌は2007年12月10日付の紙面で、「スイーツ（笑）」というスラングに込められた揶揄に対して一定の理解を示しつつも、「言葉を狩って均質化してしまっては、多様でユニークな文化は生まれてこない」という批判も加えている。

## 用例

### 広義の用法や意図
2ちゃんねるなどのインターネット掲示板やはてななどのコミュニティの中で使われているスラングであり、「（笑）」のように目で読む表現を用いたインターネットスラング特有の表現が使用されている。稀に女性自身が自虐として使う例もあるものの、このスラングを利用して批判される対象が主に女性であることから、使用者は主に男性であると理解されており、またパソコン端末向けウェブサイトの利用者が携帯端末向けウェブサイトの利用者層を見下して使うスラングとして解釈されることもある。
このスラングは、マスメディアやマーケティング戦略に対する受動性と高い自己肯定感に対する、女性への皮肉として使われる。具体的には、うわべの言葉を飾り立てて何でもおしゃれに表現しようとする発想に対して向けられるとされる。
更には、単におしゃれすることそのものを指すスラングとして解釈される例もある。対象を女性に限らず、そのような価値観に同調する男性を指す場合もある。罵倒や嘲りに近い意味で使われることもあれば、ごく軽い冷やかしの範疇で使われることもある。
なお『（笑）』という表現は、一般的には「面白おかしく笑い転げるさま」と解釈されるが、この表現においては前述のように皮肉の意味で使われている。2ちゃんねるやオンラインゲームで使われるインターネットスラングでは、単なる笑いは『w』『wwwwww』と表現されることが多い。詳細は「（笑）」を参照。

### 「スイーツ（笑）的」であるとされるもの
携帯端末向けウェブサイト利用者層はパソコン端末向けウェブサイトの利用者層と大きく異なっており、その多くは若い女性であるが、パソコン利用者はこういった携帯端末向けウェブサイトの利用者層を見下し、自分たちとは異質な女性向けインターネットコミュニティで流行している事柄に対して「スイーツ（笑）」であるというレッテルを貼ることがある。例えば2007年に発表されたケータイ小説『恋空』は、携帯端末向けウェブサイトの利用者から大きな反響を受けベストセラーになった作品だが、この作品も「スイーツ（笑）」との揶揄の対象となった。「スイーツ（笑）」というスラングの流行は、このような作品を絶賛している携帯端末向けウェブサイト利用者層に対する、パソコン利用者の優越意識が引き金になったとも言われ、実際日本のインターネットでこのようなスラングが流行し始めた時期と、『恋空』がブレイクした時期は重なっている。また、このようなケータイ小説で多用される文章表現や、携帯電話発着信の電子メールにおける小文字、ギャル文字、絵文字といった独自の日本語表現を用いた「デコメール」、かわいらしく飾りつけたデコレーション携帯電話（デコ電）やなどについても、「スイーツ（笑）」的であると見なされる場合がある。
他に、ミクシィのようなSNS（ソーシャル・ネットワーキング・サービス）において「読み逃げ」「踏み逃げ」などと呼ばれる、友人のページを見た後にコメントを残さず去ることを嫌うような価値観も、「スイーツ（笑）」的なコミュニティに属するものであると受け取られている。しかし実際に調査を行ったところ、そのような価値観は若い女性よりも社会人の既婚男性や専業主婦に多い価値観であるという統計もあり、ITmedia NEWSではこの統計を取り上げ、ネットに流布する「スイーツ（笑）」的なイメージとは乖離があることを指摘している。
「スイーツ（笑）」な女性は、菓子やデザートをスイーツと言い換えるような女性向け雑誌を読み、そのような雑誌に書かれているキャッチコピーに沿った価値観を実践しているとされる。そのような女性が雑誌に影響され、おしゃれな言葉として用いるフレーズは、「スイーツ（笑）」のようなスラングを用いる男性にとっては失笑の対象となり、「スイーツ」に限らず「（笑）」をつけて面白おかしく冷やかす対象とされた。しかし「スイーツ（笑）」的であるとされる価値観を広めているとされる「女性誌」については、具体的なファッション雑誌や情報誌の誌名が挙げられることもあるが、具体的にどの雑誌がどの程度「スイーツ（笑）」と見られているかについては諸説がある。このスラングは男性が女性に対して漠然として抱く女性不信や、女性誌への警戒感を言い表す表現であって、具体的な実態についてはあまり問題視されていないのだと理解される場合もある。

## 反響
2007年12月14日には、2ちゃんねる検索サイト「未来検索ブラジル」が主催するネット流行語大賞2007において、「スイーツ（笑）」が銀賞に選ばれており、この時期には産経新聞関連紙や日本経済新聞といった新聞でも紹介された。2008年9月グーが集計、発表した印象に残るネットの「ガイドライン」ランキングでも「スイーツ（笑）」は7位に選ばれ、2009年3月にアイシェアがインターネットの利用者を対象に行ったアンケート調査では全体で45.6％（男性42.6％、女性49.4％）がこの単語を知っていると回答した。
一方で、2009年9月にNTTレゾナントが発表した、グー・リサーチの登録者を対象として集計した「よく見かけるけど意味がわからないインターネット用語ランキング」では、第7位に「スイーツ（笑）」が選ばれている。